# マザー・テレサ (映画)
『マザー・テレサ』（原題：Madre Teresa）は、2003年制作のイタリアの伝記映画。
貧困と飢えに苦しむ人々のため、そして世界平和のために87年の生涯を捧げた伝説の修道女マザー・テレサの波乱に満ちた人生を描く。元々はテレビミニシリーズとして制作され、イタリアではテレビ放送された。
オリヴィア・ハッセーがマザー・テレサを演じる。ハッセーは「この役を20年間待ち続けた」といい、「シェイクスピアのジュリエットを演じ、聖母マリアを演じ、マザー・テレサを演じることができたなんて幸運としか言いようがない」と語った。

## キャスト
※括弧内は日本語吹替。
- マザー・テレサ：オリヴィア・ハッセー（池田昌子）
- セラーノ神父：セバスチャーノ・ソマ（小山力也）
- エクセム神父：ミヒャエル・メンドル（小川真司）
- マザー・ドゥ・スナークル：ラウラ・モランテ（塩田朋子）
- ヴァージニア/シスター・アグネス：イングリッド・ルビオ（山本郁子）
- アンナ：エミリー・ハミルトン（堀江真理子）
- ペリエ大司教：ギレルモ・アエサ（佐々木梅治）
- グプタ医師：ケネス・デサイ（牛山茂）
- パウロ6世：マッシモ・リナルディ（佐々木敏）
- クライン：ニール・スタール（咲野俊介）
- ローガン：フィリップ・ジャクソン（後藤哲夫）